# Ralph de Monthermer, 1. Baron Monthermer

Wappen Ralphs de Monthermer

Ralph de Monthermer, 1. Baron Monthermer (lateinisch Radulpho de Monte Hermerii) (* um 1270; † 5. April 1325) war ein englischer Ritter, der zum Magnaten aufstieg. Er war zeitweise auch 1. Earl of Atholl und durch seine Ehe Earl of Hertford und Earl of Gloucester.

## Herkunft und Aufstieg
Monthermer war ein einfacher Ritter, der im Haushalt von Gilbert de Clare, 6. Earl of Gloucester diente. Nach dem Tod von Gilbert de Clare Ende 1295 heiratete er Anfang 1297 dessen Witwe, Johanna von Akkon, die auch eine Tochter von König Eduard I. war. Gemäß ihrem Ehevertrag war Johanna auch nach dem Tod ihres Mannes gleichberechtigte Besitzerin der umfangreichen Güter ihres Mannes. Der König hatte vorgehabt, seine verwitwete Tochter mit dem Grafen Amadeus V. von Savoyen zu verheiraten, und als er von ihren eigenen Heiratsplänen erfuhr, beschlagnahmte er im Januar 1297 sofort ihre Besitzungen. Zu diesem Zeitpunkt hatte die Heirat mit Monthermer jedoch bereits stattgefunden, und als der König hiervon im März 1297 erfuhr, ließ er den unerwünschten Schwiegersohn in Bristol Castle inhaftieren. 
Johanna von Akkon konnte sich jedoch mit ihrem Vater aussöhnen, worauf auch Monthermer wieder freikam und das Paar wieder in Gnaden am königlichen Hof aufgenommen wurde. Mit Ausnahme der Honour of Tonbridge und der Isle of Portland gab der König seiner Tochter ihre Güter zurück, und am 2. August 1297 schworen Monthermer und seine Frau in Eltham dem König die Treue. Durch jure uxoris, durch das Recht seiner Ehefrau war Monthermer nun Earl of Gloucester und Earl of Hertford mit umfangreichen Landbesitz und reichen Einkünften, allerdings nur zu Lebzeiten seiner Ehefrau und höchstens bis zur Volljährigkeit des Erben Gilbert de Clare.  Mit königlicher Erlaubnis übernahm er bis 1301 die Vormundschaft für Johannas ältesten Sohn Gilbert, bis dieser 1301 zur weiteren Erziehung an den Hof der Königin-Witwe Margaret gesandt wurde.

## Unterstützer von König Eduard I.
Monthermer war sich klar, dass die anderen Magnaten ihn als Emporkömmling betrachteten, und während der Streitigkeiten von König Eduard I. mit dem Earl of Hereford und dem Earl of Norfolk verhielt er sich sehr zurückhaltend, um nicht erneut den Zorn seines Schwiegervaters zu erregen. Er diente treu dem König und nahm an zahlreichen Feldzügen gegen Schottland teil, so 1298, 1299, 1300, von 1301 bis 1302 und 1304. Angesichts seiner Treue erstattete der König ihm im November 1301 auch die Honour of Tonbridge und die Isle of Portland. Anfang 1306 soll Monthermer Robert Bruce, der sich gerade am englischen Hof aufhielt, gewarnt haben, dass ihm die Verhaftung durch König Eduard drohe. Bruce nahm die Warnung ernst und floh gerade rechtzeitig nach Schottland. Bruce erhob sich im März 1306 zum König der Schotten und rebellierte damit offen gegen die Oberherrschaft des englischen Königs. Daraufhin führte dieser 1306 einen neuen Feldzug nach Schottland, an dem Monthermer teilnahm. Nach der Schlacht bei Methven am 19. Juni 1306 wurde unter anderem der schottische Earl of Atholl John of Strathbogie gefangen genommen, der am 7. November 1306 in London gehängt wurde. Der König erkannte Strathbogie den Titel ab und verlieh ihn am 12. Oktober 1306 an Monthermer, dazu wies er ihm die entsprechenden besetzten Ländereien zu. Um den 13. Mai 1307 erlitt Monthermer jedoch gegen Robert Bruce in einem Gefecht bei Ayr eine Niederlage und musste nach Ayr Castle flüchten.

## Verlust der Earlswürden und Abstieg zum einfachen Baron
Nachdem am 23. April 1307 seine Frau gestorben war, erloschen Monthermers englische Titel, und die Besitzungen der Familie Clare fielen unter die Verwaltung der Krone. Am 24. Juni 1307 musste Monthermer zugunsten des Sohnes des letzten schottischen Earls, David Strathbogie, auf den Titel Earl of Atholl verzichten. Zum Ausgleich musste Strathbogie ihm 5000 Mark zahlen, und der König ernannte Monthermer zum Verwalter der Besitzungen der Familie Clare in Wales. König Eduard I. starb jedoch nur wenige Wochen später, und sein Sohn und Nachfolger König Eduard II. übergab dem minderjährigen Gilbert de Clare im März 1308 seine Güter und Titel. 
Am 4. März 1309 berief ihn König Eduard II. durch Writ of Summons ins Parlament und verlieh ihm so den erblichen Titel Baron Monthermer. Mit Urkunde vom 16. September 1309 übereignete der König ihm und seinen beiden Söhnen zudem ein Herrenhaus und dazugehörige Ländereien in England. Monthermer nahm 1314 an der Schlacht von Bannockburn teil und geriet auf englischer Seite kämpfend in schottische Gefangenschaft. Robert de Bruce, inzwischen siegreicher König von Schottland, dankte ihm bei dieser Gelegenheit seine Warnung im Jahre 1306, indem er ihn an seiner Tafel empfing und bewirtete sowie ihn anschließend ohne Lösegeld freiließ.
Spätestens am 20. November 1318 heiratete er in zweiter Ehe Isabel le Despenser, die Witwe von John Hastings, 1. Baron Hastings. Sie war eine Tochter von Hugh le Despencer, Lord le Despencer. König Eduard II. verzieh ihm mit Urkunde vom 12. August 1319, dass er sich zur Eheschließung nicht die nötige königliche Erlaubnis eingeholt hatte. Isabels Vater war zusammen mit ihrem Bruder Hugh le Despenser zu den führenden Günstlingen des Königs aufgestiegen. Nachdem Königin Isabelle 1324 nach Frankreich gereist und nicht nach England zurückgekehrt war, wurden Monthermer und seine Frau mit der Erziehung von Eleonore und Johanna, den beiden Töchtern des Königs beauftragt. Er lebte mit den beiden Königstöchtern unter anderem in Pleshy und Marlborough Castle.

## Nachkommen
Aus seiner ersten Ehe mit Johanna hatte er vier Kinder:
- Mary de Monthermer (* 1297; † nach 1371), ⚭ 1306/07 Duncan, 9. Earl of Fife († 1353)
- Joan de Monthermer (* 1299), Nonne in Amesbury Abbey
- Thomas de Monthermer, 2. Baron Monthermer (* 1301; ⚔ 1340 bei Sluis)
- Edward de Monthermer, 1. Baron Monthermer († 1340)

Seine zweite Ehe mit Isabel blieb kinderlos. Sie überlebte ihn und starb 1334.
Er starb am 5. April 1325 und wurde in der Grey Friars Church in Salisbury bestattet. Seinen Baronstitel erbte sein ältester Sohn Thomas. Sein jüngerer Sohn Edward wurde 1337 ins Parlament berufen, wodurch sich für ihn ein eigenständiger Titel Baron Monthermer begründet.